# Nederlandse kampioenschappen indooratletiek 2014
De Nederlandse kampioenschappen indooratletiek 2014 werden op zaterdag 22 en zondag 23 februari 2014 georganiseerd. Plaats van handeling was het sportcentrum Omnisport Apeldoorn.
Het NK Indoor Meerkamp werd gehouden in het weekend van 15 en 16 februari in Apeldoorn.

## Uitslagen

### 60 m
| rang   | atleet              | prestatie |
| ------ | ------------------- | --------- |
| Goud   | Giovanni Codrington | 6,76 s    |
| Zilver | Brian Mariano       | 6,78 s    |
| Brons  | Hensley Paulina     | 6,86 s    |

| rang   | atlete            | prestatie |
| ------ | ----------------- | --------- |
| Goud   | Dafne Schippers   | 7,25 s    |
| Zilver | Jamile Samuel     | 7,41 s    |
| Brons  | Tessa van Schagen | 7,46 s    |

### 400 m
| rang   | atleet             | prestatie |
| ------ | ------------------ | --------- |
| Goud   | Bram Peters        | 46,71 s   |
| Zilver | Jesper Arts        | 46,91 s   |
| Brons  | Olaf van den Bergh | 48,35 s   |

| rang   | atlete             | prestatie |
| ------ | ------------------ | --------- |
| Goud   | Nicky van Leuveren | 52,49 s   |
| Zilver | Lisanne de Witte   | 52,62 s   |
| Brons  | Madiea Ghafoor     | 52,75 s   |

### 800 m
| rang   | atleet          | prestatie |
| ------ | --------------- | --------- |
| Goud   | Thijmen Kupers  | 1.50,15   |
| Zilver | Tony van Diepen | 1.51,39   |
| Brons  | Bob Vanderham   | 1.52,26   |

| rang   | atlete          | prestatie |
| ------ | --------------- | --------- |
| Goud   | Yvonne Hak      | 2.04,23   |
| Zilver | Sanne Verstegen | 2.04,42   |
| Brons  | Maureen Koster  | 2.08,67   |

### 1500 m
| rang   | atleet          | prestatie |
| ------ | --------------- | --------- |
| Goud   | René Stokvis    | 3.53,14   |
| Zilver | Nils Pennekamp  | 3.53,26   |
| Brons  | Roy van Eekelen | 3.53,95   |

| rang   | atlete               | prestatie |
| ------ | -------------------- | --------- |
| Goud   | Manon Kruiver        | 4.37,56   |
| Zilver | Karin Nieuwenhuijsen | 4.38,63   |
| Brons  | Britt Ummels         | 4.38,64   |

### 3000 m
| rang   | atleet           | prestatie |
| ------ | ---------------- | --------- |
| Goud   | Mark Nouws       | 8.10,60   |
| Zilver | Jurjen Polderman | 8.12,22   |
| Brons  | Ronald Schröer   | 8.14,25   |

| rang   | atlete             | prestatie |
| ------ | ------------------ | --------- |
| Goud   | Irene van Lieshout | 9.19,15   |
| Zilver | Manon Kruiver      | 9.31,22   |
| Brons  | Jamie van Lieshout | 9.31,94   |

### 5000 m snelwandelen/3000 m snelwandelen
| rang   | atleet            | prestatie |
| ------ | ----------------- | --------- |
| Goud   | Colin Versteeg    | 25.12,20  |
| Zilver | Andre van Slooten | 25.15,23  |
| Brons  | Richard Leijenaar | 26.08,31  |

| rang   | atlete          | prestatie |
| ------ | --------------- | --------- |
| Goud   | Anne van Andel  | 17.10,56  |
| Zilver | Sandra Maas     | 19.34,06  |
| Brons  | Loes van Bremen | 20.19,71  |

### 60 m horden
| rang   | atleet           | prestatie |
| ------ | ---------------- | --------- |
| Goud   | Koen Smet        | 7,67 s    |
| Zilver | Gregory Sedoc    | 7,67 s    |
| Brons  | Stefan Nieuwland | 7,93 s    |

| rang   | atlete           | prestatie |
| ------ | ---------------- | --------- |
| Goud   | Rosina Hodde     | 8,09 s    |
| Zilver | Nadine Visser    | 8,27 s    |
| Brons  | Suzanne Williams | 8,36 s    |

### 4 x 400 m
| rang   | atleet             | prestatie |
| ------ | ------------------ | --------- |
| Goud   | AAC                | 3.20,93   |
| Zilver | Phanos             | 3.21,91   |
| Brons  | Groningen Atletiek | 3.22,12   |

| rang   | atlete             | prestatie |
| ------ | ------------------ | --------- |
| Goud   | Eindhoven Atletiek | 3.50,74   |
| Zilver | AAC                | 3.50,78   |
| Brons  | Rotterdam Atletiek | 3.54,93   |

### verspringen
| rang   | atleet             | prestatie |
| ------ | ------------------ | --------- |
| Goud   | Ignisious Gaisah   | 7,93 m    |
| Zilver | Marius Kranendonk  | 7,75 m    |
| Brons  | Eelco Sintnicolaas | 7,14 m    |

| rang   | atlete             | prestatie |
| ------ | ------------------ | --------- |
| Goud   | Dafne Schippers    | 6,27 m    |
| Zilver | Valentine Kortbeek | 6,08 m    |
| Brons  | Anouk Vetter       | 6,06 m    |

### hink-stap-springen
| rang   | atleet            | prestatie |
| ------ | ----------------- | --------- |
| Goud   | David van Hetten  | 14,54 m   |
| Zilver | Lennart Teunissen | 14,48 m   |
| Brons  | Erwin Slokker     | 14,39 m   |

| rang   | atlete             | prestatie |
| ------ | ------------------ | --------- |
| Goud   | Nora Ritzen        | 12,33 m   |
| Zilver | Tamara Middelburg  | 12,15 m   |
| Brons  | Valentine Kortbeek | 12,02 m   |

### hoogspringen
| rang   | atleet           | prestatie |
| ------ | ---------------- | --------- |
| Goud   | Douwe Amels      | 2,18 m    |
| Zilver | Robert Bervoets  | 2,06 m    |
| Zilver | Jan Peter Larsen | 2,06 m    |

| rang   | atlete             | prestatie |
| ------ | ------------------ | --------- |
| Goud   | Nadine Broersen    | 1,84 m    |
| Zilver | Myrte Goor         | 1,80 m    |
| Brons  | Marlies van Haaren | 1,66 m    |

### polsstokhoogspringen
| rang   | atleet           | prestatie |
| ------ | ---------------- | --------- |
| Goud   | Cyriel Verberne  | 5,37 m    |
| Zilver | Rutger Koppelaar | 5,37 m    |
| Brons  | Jorn Bakker      | 5,27 m    |

| rang   | atlete            | prestatie |
| ------ | ----------------- | --------- |
| Goud   | Rianna Galiart    | 4,11 m    |
| Zilver | Annemieke Dunnink | 3,60 m    |
| Brons  | Killiana Heymans  | 3,60 m    |

### kogelstoten
| rang   | atleet            | prestatie |
| ------ | ----------------- | --------- |
| Goud   | Patrick Cronie    | 18,59 m   |
| Zilver | Denzel Comenentia | 18,26 m   |
| Brons  | Thierry Kruithof  | 16,90 m   |

| rang   | atlete         | prestatie |
| ------ | -------------- | --------- |
| Goud   | Corinne Nugter | 14,98 m   |
| Zilver | Pamela Kiel    | 14,73 m   |
| Brons  | Femke Dijkstra | 14,63 m   |

### Zevenkamp/Vijfkamp[1]
| rang   | atleet             | prestatie |
| ------ | ------------------ | --------- |
| Goud   | Eelco Sintnicolaas | 6242 p    |
| Zilver | Pieter Braun       | 5745 p    |
| Brons  | Menno Vloon        | 5611 p    |

| rang   | atlete             | prestatie |
| ------ | ------------------ | --------- |
| Goud   | Myrte Goor         | 4330 p    |
| Zilver | Gejanne Lussenburg | 3822 p    |
| Brons  | Lieke Muller       | 3721 p    |

1969 · 
1970 · 
1971 · 
1972 · 
1973 · 
1974 · 
1975 · 
1976 · 
1977 · 
1978 · 
1979 ·
1980 · 
1981 · 
1982 · 
1983 · 
1984 · 
1985 · 
1986 · 
1987 · 
1988 · 
1989 · 
1990 · 
1991 · 
1992 · 
1993 · 
1994 · 
1995 · 
1996 · 
1997 · 
1998 · 
1999 · 
2000 · 
2001 · 
2002 · 
2003 · 
2004 · 
2005 · 
2006 · 
2007 · 
2008 · 
2009 · 
2010 · 
2011 · 
2012 · 
2013 · 
2014 ·
2015 ·
2016 ·
2017 ·
2018 ·
2019 · 
2020 · 
2021 · 
2022 · 
2023 · 
2024 · 
2025